# Peetres olikhet
Inom matematiken är Peetres olikhet, uppkallad efter Jaak Peetre, en olikhet som säger att för alla reella tal t och godtyckliga vektorer x och y i Rn gäller följande olikhet:
{\displaystyle \left({\frac {1+|x|^{2}}{1+|y|^{2}}}\right)^{t}\leq 2^{|t|}(1+|x-y|^{2})^{|t|}.}